# Súng bắn điện

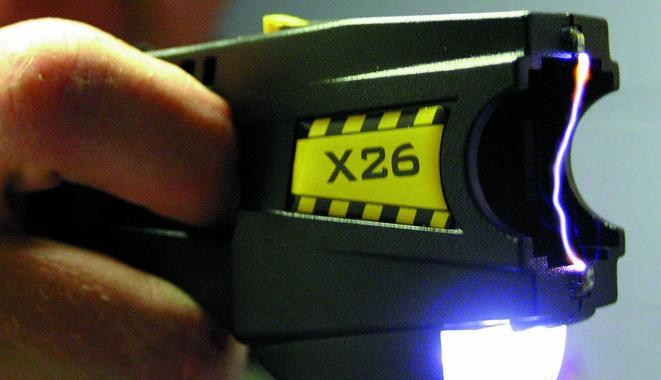
Một thiết bị TASER, với hộp đạn được tháo ra, tạo ra một hồ quang điện giữa hai điện cực của nó

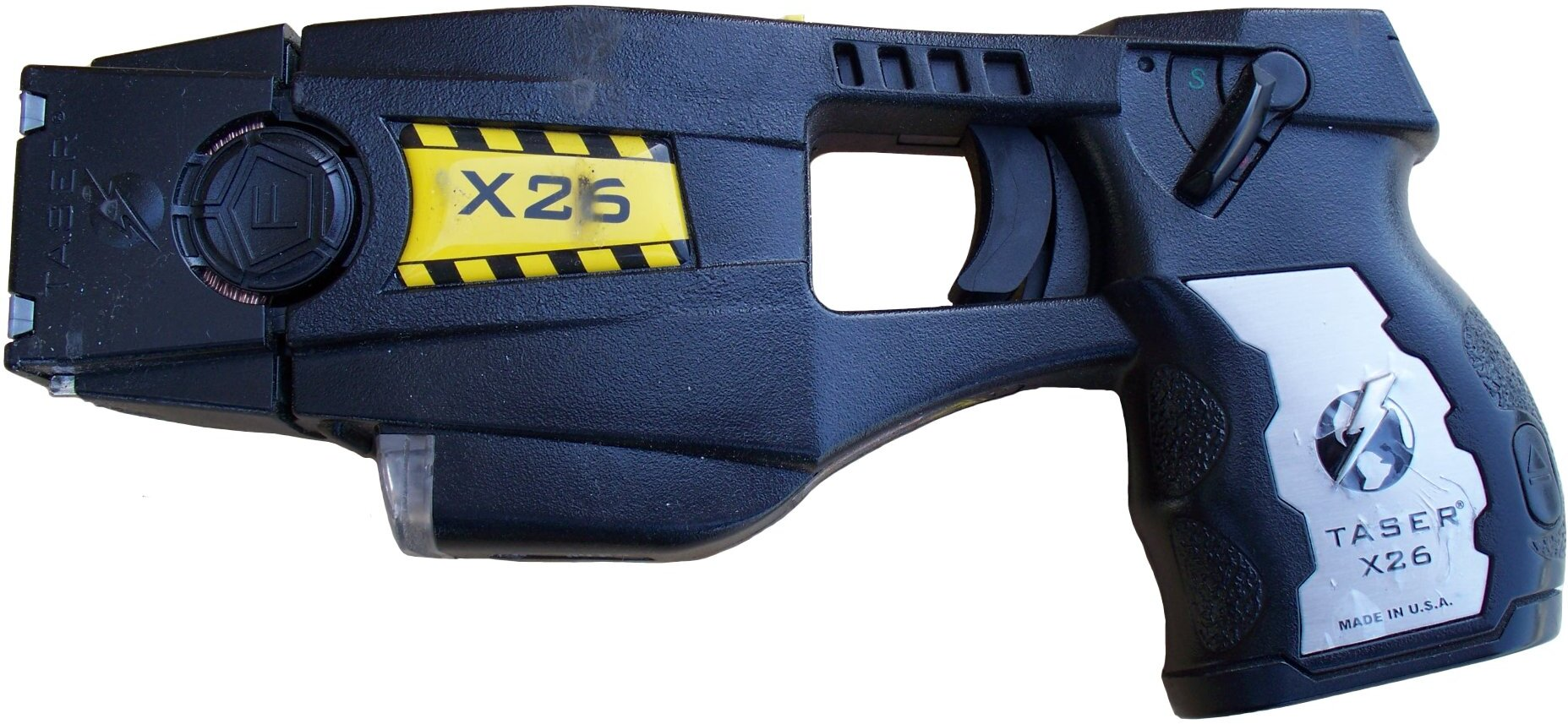
Thiết bị Cảnh sát TASER X26

Súng bắn điện (tiếng Anh: taser /ˈteɪzər/) là một thương hiệu được bán bởi Axon, trước đây Taser International.  Nó bắn hai phi tiêu gai nhỏ dự định đâm thủng da và vẫn bám vào mục tiêu. Phi tiêu được kết nối với bộ phận chính bằng dây đồng cách điện mỏng và cung cấp một dòng điện được thiết kế để làm gián đoạn hệ điều khiển chủ động của cơ bắp, gây ra "mất khả năng thần kinh cơ". Tác động của thiết bị TASER chỉ có thể là đau cục bộ hoặc làm co thắt cơ trơn dài mạnh mẽ. Thiết bị TASER được quảng cáo trên thị trường là ít gây chết người hơn vì có khả năng bị thương nặng hoặc tử vong bất cứ khi nào vũ khí được dùng.
TASER đầu tiên được giới thiệu vào năm 1993  như là một lựa chọn ít gây chết người hơn để cảnh sát sử dụng khuất phục những người bỏ trốn, hiếu chiến hoặc có khả năng gây nguy hiểm, so với súng thường. Một báo cáo năm 2009 của Diễn đàn Nghiên cứu Điều hành Cảnh sát tại Hoa Kỳ cho thấy các thương tích của cảnh sát đã giảm 76% trong các cơ quan thực thi pháp luật lớn đã triển khai các thiết bị TASER trong thập kỷ đầu tiên của thế kỷ 21 so với những nơi không sử dụng chúng. Một nghiên cứu học thuật gần đây cho thấy cảnh sát sử dụng vũ khí điện được tiến hành ở Hoa Kỳ ít rủi ro hơn cho các cảnh sát viên so với các chiến thuật bằng tay và cho thấy tỷ lệ thương tật của cảnh sát tương đương với việc sử dụng thuốc xịt hóa học như oleoresin capsicum. Tuy nhiên, khi cảnh sát kết hợp tiến hành vũ khí điện với việc sử dụng các vũ khí khác, các cảnh sát viên có khả năng bị thương cao gấp bốn hoặc năm lần so với khi sử dụng dùi cui hoặc xịt hóa chất.

## Lịch sử
Jack Cover, một nhà nghiên cứu của NASA, bắt đầu phát triển TASER vào năm 1969. Đến năm 1974, Cover đã hoàn thành thiết bị, mà ông đặt tên là Thomas A Swift Electronic Rifle, hoặc TASER  bằng cách viết tắt từ tiêu đề của cuốn sách Tom Swift and His Electric Rifle, một cuốn sách được viết bởi Stratemeyer Syndicate dưới bút danh Victor Appleton và trong đó có anh hùng thời thơ ấu của Cover, Tom Swift.

## Chức năng

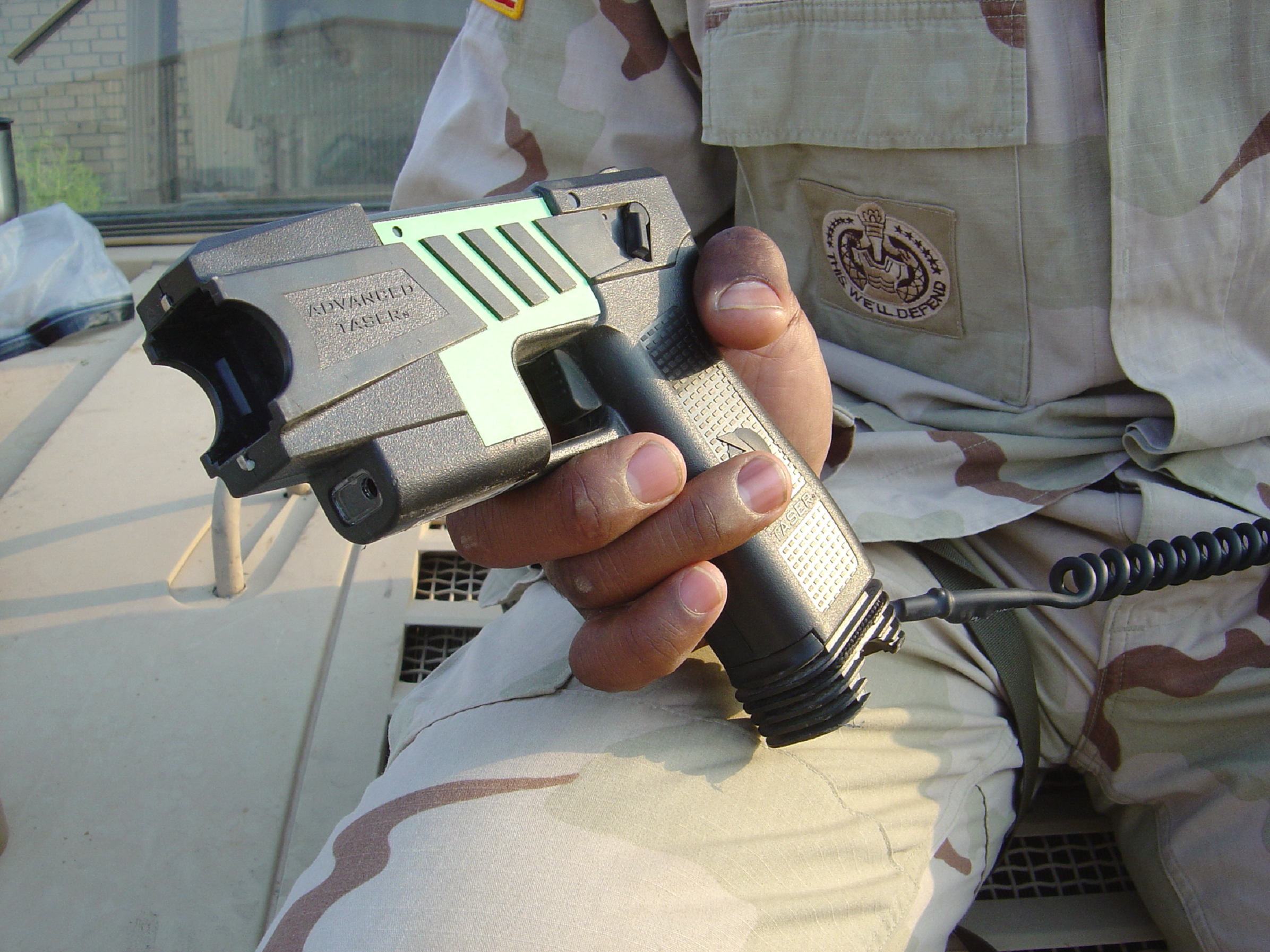
M-26 TASER, phiên bản TASER cho quân đội Hoa Kỳ

Một thiết bị TASER bắn ra hai điện cực nhỏ giống như phi tiêu, được kết nối với bộ phận chính bằng dây dẫn khi chúng được đẩy bởi các điện tích nitơ nén nhỏ.   Hộp đạn chứa một cặp điện cực và nhiên liệu cho một lần bắn (hoặc ba lần bắn trong mô hình X3) và được thay thế sau mỗi lần sử dụng. Có một số hộp đạn được quy định theo phạm vi, tối đa là 10 feet (3.048 m).  Hộp đạn được dùng bởi người thực thi pháp luật được giới hạn trong 5 feet (1.524 m).  Các điện cực được nhắm để xuyên qua quần áo và có gai để ngăn chặn bị dỡ bỏ một khi đã trúng đích.

## Pháp lý

### Quan ngại về an toàn
Thiết bị TASER là vũ khí ít gây chết người, không phải không gây chết người. Đạn kim loại sắc nhọn và điện được sử dụng, vì vậy sử dụng sai hoặc lạm dụng vũ khí làm tăng khả năng thương tích hoặc tử vong nghiêm trọng có thể xảy ra. Ngoài ra, nhà sản xuất đã xác định các yếu tố rủi ro khác có thể làm tăng rủi ro sử dụng. Trẻ em, phụ nữ mang thai, người già và những người rất gầy được coi là có nguy cơ cao hơn. Những người có vấn đề y tế, như bệnh tim, tiền sử co giật hoặc có máy tạo nhịp tim cũng có nguy cơ cao hơn.